# Teen Angels: El Adiós 3D
Teen Angels: El Adiós 3D é um documentário argentino sobre a despedida da banda Teen Angels, produzida pela Yups Channel e colaboradores. Teve estréia nos cinemas argentinos no dia 30 de maio de 2013, e logo após em outros países da América Latina, Europa e Israel. 

## Sinopse
O filme é dedicado ao último show realizado pela banda no Teatro Gran Rex em Buenos Aires, onde se apresentavam frequentemente desde o início da banda em 2007, que provem da novela infanto-juvenil Casi Ángeles. O grupo teve em torno de 200 shows realizados no local, e por isso foi escolhido como estúdio para gravar outras cenas do grupo musical para o filme. A banda entrou em uma série de shows no Gran Rex a partir de junho de 2012 em ocasião de despedida da banda, após o último show no dia 27 de julho, em setembro daquele mesmo ano, a Yups Channel exibiu em uma função única, o último show da banda no Teatro Gran Rex em um cinema em Lima no Peru.  
Logo após, no inicio de 2013, foi anunciado pela própria Yups Channel que iriam lançar um filme sobre a despedida da banda, no qual o primeiro trailer saiu no dia 10 de fevereiro de 2013. Após a despedida, os integrantes da banda voltaram ao local do show para gravar uma espécie de entrevista sobre tudo que viram em todas as turnês exercidas pela banda durante os 6 anos de história.  
O filme foi lançado no dia 30 de maio de 2013 em uma Avant Premiere em Buenos Aires, em que contou com a presença de fãs, amigos, família, imprensa e somente 4 dos 5 integrantes da banda, pois um deles, Gastón Dalmau não pôde comparecer por estar de viagem nos Estados Unidos. 

## Repercussão
No dia da estréia, o filme ficou em 6º lugar com mais de 2.259 somente em Buenos Aires. Logo então, ficou em 9º lugar na primeira semana de estréia pelos mais de 12.000 espectadores em apenas 83 salas. No mesmo ano, o filme é indicado na premiação Kids Choice Awards Argentina 2013, onde ganhou na categoria de "Melhor filme", e o prêmio foi entregue somente a Lali Espósito e Peter Lanzani que estavam na premiação por ocasião de outros projetos. Usando a tecnologia 3D, foi um dos primeiros filmes rodados na Argentina em 3D. 

## Integrantes
- Gastón Dalmau
- Lali Espósito
- Rocío Igarzábal
- Juan Pedro Lanzani
- Nicolás Riera

## Prêmios e indicações
| Data                  | Prêmio                            | Categoria    | Resultado |
| --------------------- | --------------------------------- | ------------ | --------- |
| 18 de outubro de 2013 | Kids Choice Awards Argentina 2013 | Melhor filme | Venceu    |

1. ↑  «Cópia arquivada». Consultado em 23 de março de 2015. Arquivado do original em 22 de fevereiro de 2014